# Roberts Krūzbergs
Roberts Krūzbergs (18 aprile 2001) è un pattinatore di short track lettone.

## Biografia
È figlio di Raivo, imprenditore del settore del legno, e Ilze, odontoiatra. Suo fratello maggiore Karlis, ex pattinatore, è suo allenatore personale di short track. Ha anche un fratello minore, Gustavs.
Ha debuttato in Coppa del Mondo nel 2017 a Dresda, classificandosi 28º nei 1500 m e 12º in staffetta.
Ha rappresentato la Lettonia ai Giochi olimpici invernali di Pechino 2022, dove si è classificato 9º nei 500 m, 20º nei Short track ai XXIV Giochi olimpici invernali - 1000 m maschile e 26º nei 1500 m.